# حجر صناعي

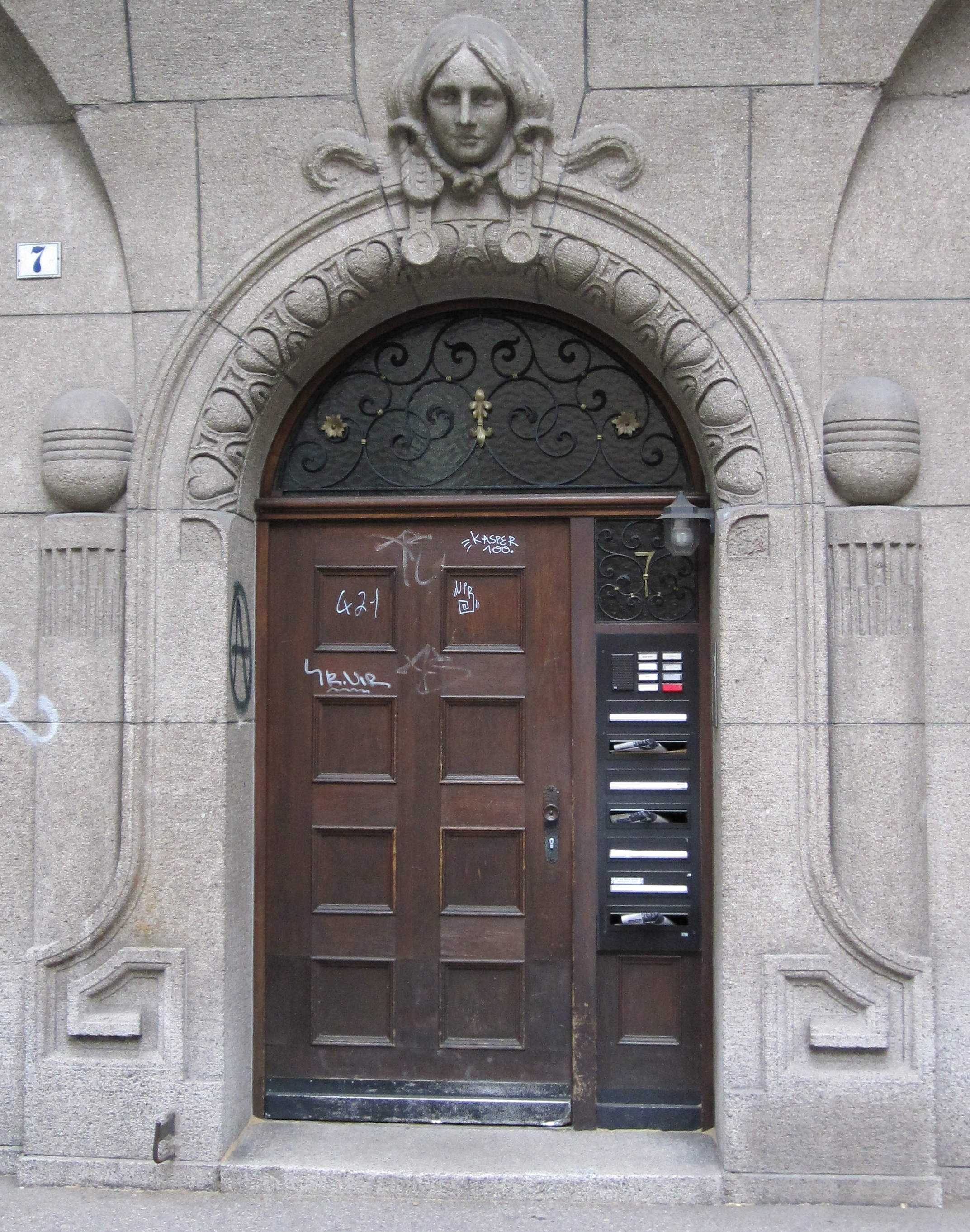

حجر صناعي هو اسم لمختلف المنتجات الحجرية الاصطناعية التي تم إنتاجها منذ القرن الثامن عشر فصاعدًا. تشمل الاستخدامات التماثيل والتفاصيل المعمارية والسياج والسور وبناء المباني وأعمال الهندسة المدنية والتطبيقات الصناعية مثل أحجار الطحن.

## تاريخ
كان أحد أقدم الأمثلة على الحجر الاصطناعي هو حجر كود (الذي كان يسمى في الأصل ليثوديبيرا )، وهو عبارة عن سيراميك أنشأته إليانور كود (1733-1821)، وتم إنتاجه من عام 1769 إلى عام 1833. وفي وقت لاحق، في عام 1844، ابتكر فريدريك رانزوم حجرًا سيليكونيًا حاصلًا على براءة اختراع، والذي يتكون من الرمل والصوان المسحوق في محلول قلوي. من خلال تسخينها في غلاية بخار عالية الحرارة ومغلقة، تم ربط جزيئات السيليكا معًا وكان من الممكن تشكيلها أو استخدامها في ألواح الترشيح والمزهريات وشواهد القبور والأعمال المعمارية الزخرفية وعجلات الصنفرة وحجارة الطحن.
وتبع ذلك حجر فيكتوريا، الذي يتألف من ثلاثة أجزاء من جرانيت ماونتسوريل ( ليسيسترشاير ) المسحوق الناعم إلى جزء واحد من الأسمنت البورتلاندي، والذي تم خلطه ميكانيكيًا وصبّه في قوالب. عند ضبط القوالب يتم فكها ووضع الكتل في محلول من سيليكات الصوديوم لمدة أسبوعين تقريبًا لتصلبها وتصلبها. لقد نجح العديد من المصنعين في إنتاج منتج غير مسامي للغاية قادر على مقاومة تآكل هواء البحر وتلوث الهواء الصناعي والسكني.
تتكون معظم الأنواع اللاحقة من الأحجار الاصطناعية من الخرسانة الأسمنتية الناعمة الموضوعة في قوالب خشبية أو حديدية. يمكن تصنيعه بتكلفة أقل وبصورة أكثر تجانساً من الحجر الطبيعي، وكان يستخدم على نطاق واسع. وفي المشاريع الهندسية، كان لها ميزة تتمثل في أن نقل المواد السائبة وصبها بالقرب من مكان الاستخدام كان أرخص من نقل قطع كبيرة جدًا من الحجر.

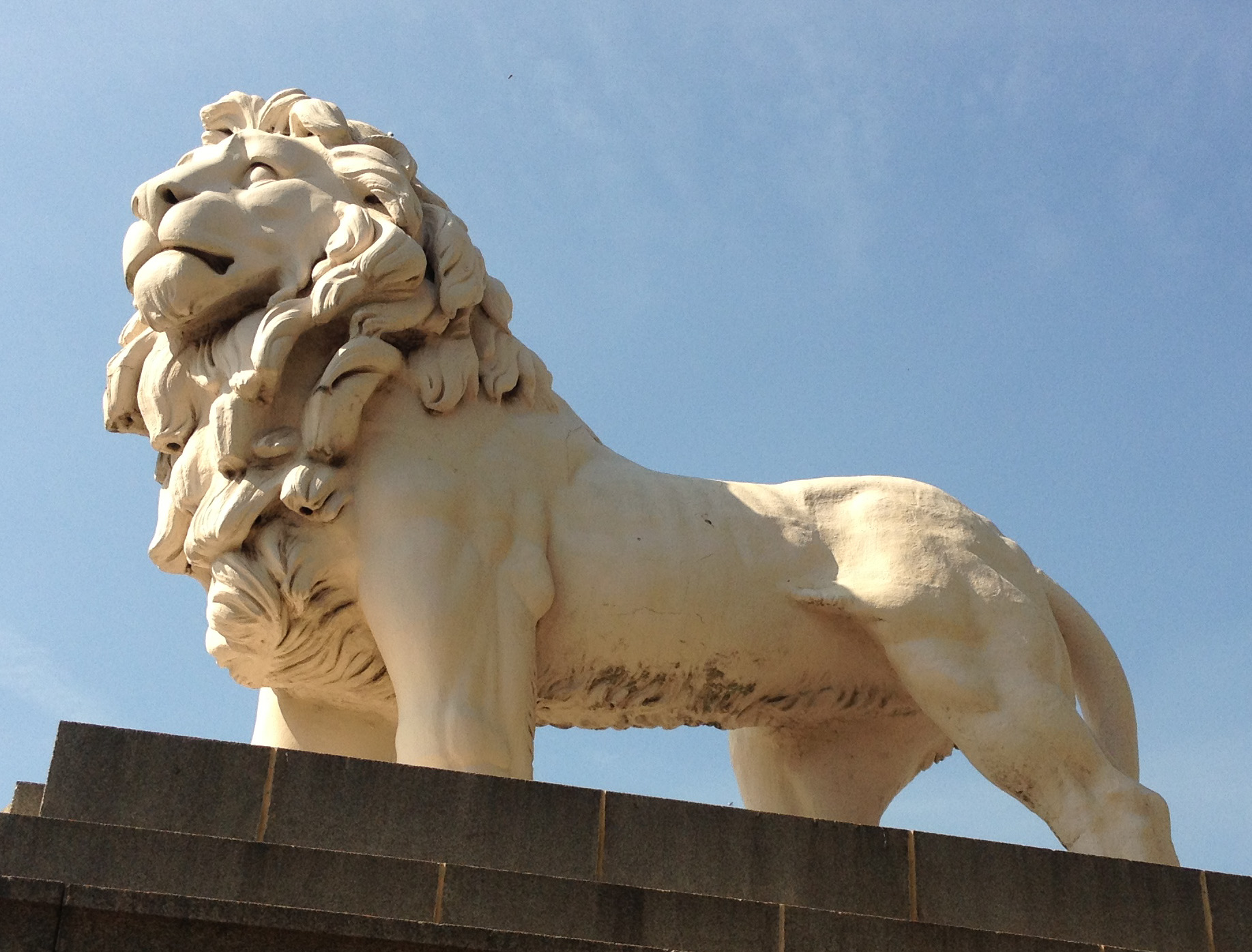

الحجر المصبوب الحديث هو وحدة بناء معمارية خرسانية تم تصنيعها لمحاكاة الحجر الطبيعي المقطوع، وتستخدم في تطبيقات البناء الوحدوي. الحجر المصبوب هو منتج من البناء، يستخدم كسمة معمارية، أو تشطيب، أو زخرفة، أو مواجهة للمباني أو الهياكل الأخرى. يمكن تصنيع الحجر المصبوب من الأسمنت الأبيض و/أو الرمادي، أو الرمال المصنعة أو الطبيعية، أو الحجارة المسحوقة المختارة بعناية أو الحصى الطبيعية المصنفة جيدًا وأصباغ التلوين المعدنية لتحقيق اللون والمظهر المطلوبين مع الحفاظ على الخصائص الفيزيائية المتينة التي تتجاوز معظم أحجار البناء المقطوعة الطبيعية. الحجر المصبوب هو بديل ممتاز للحجر الجيري المقطوع الطبيعي والحجر البني والحجر الرملي والحجر الأزرق والجرانيت والأردواز والصخور المرجانية والترافرتين وأحجار البناء الطبيعية الأخرى.

## حجر هندسي
الحجر الهندسي هو أحدث تطور في الحجر الاصطناعي. يتم صب خليط من مسحوق الرخام أو الكوارتز والراتنج والصباغ باستخدام التذبذب الفراغي لتشكيل الكتل. ويتم بعد ذلك إنتاج الألواح عن طريق القطع والطحن والتلميع. وقد قامت بعض المصانع بتطوير راتينج بوليستر خاص منخفض اللزوجة وعالي القوة لتحسين الصلابة والقوة واللمعان وتقليل امتصاص الماء.

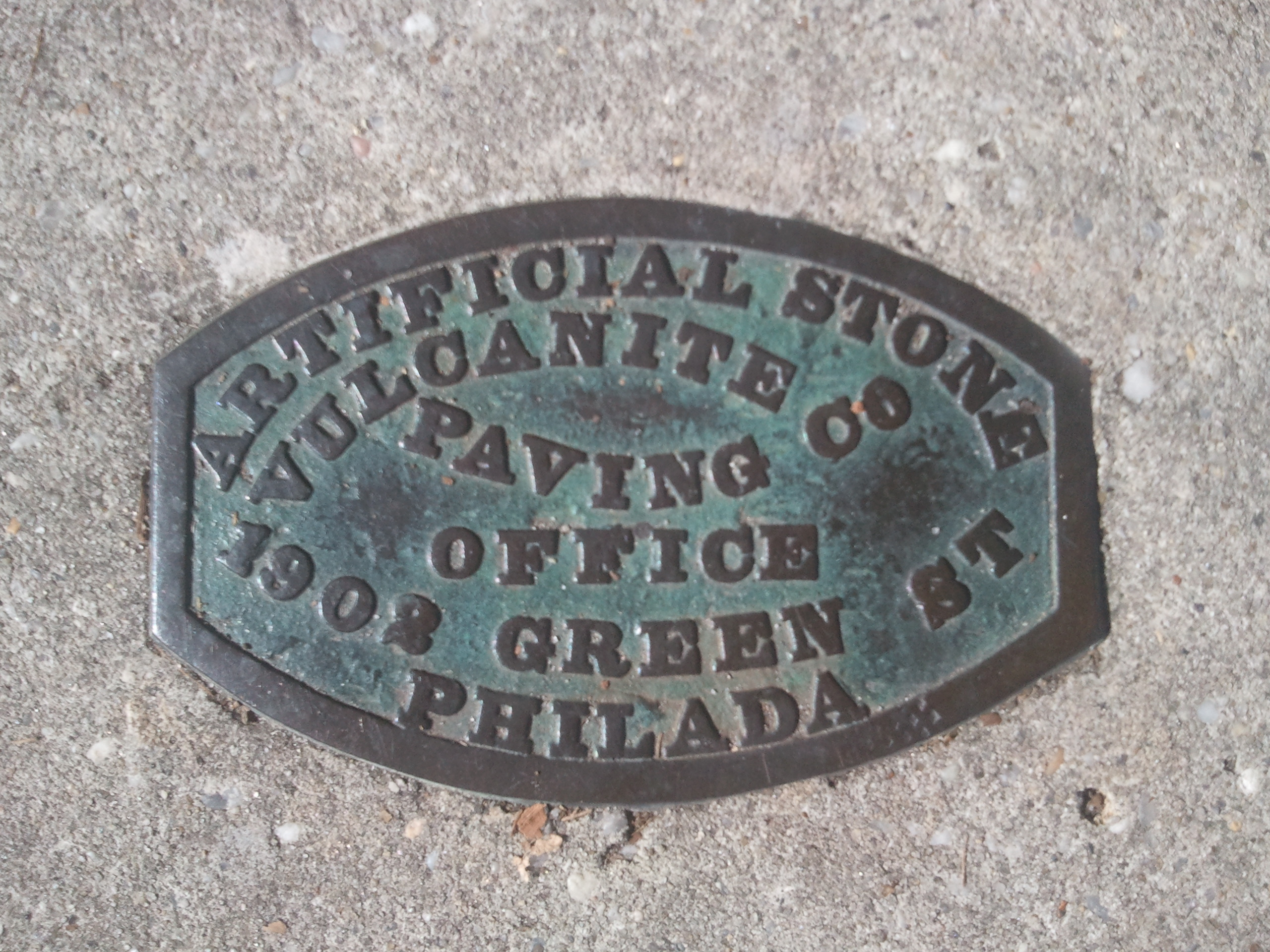

يتم استخدام الرخام الهندسي عادة في الأرضيات للمشروعات التجارية الكبيرة، ولكن على عكس الرخام المرمري لا يتم صبه في الموقع. يتم استخدام الكوارتز المصمم على نطاق واسع في العالم المتقدم في أسطح الطاولات، وعتبات النوافذ، وأغطية الأرضيات والجدران.
تتواجد الغالبية العظمى من شركات الأحجار الهندسية في الصين الكبرى والهند وموطنها الأصلي في إيطاليا. أحد الأشكال التي تم اختراعها في أوائل الثمانينيات هو البريتونستون